# Аушев, Усман Баширович
Усман Баширович Аушев (ингуш. Овшанаькъан Башира ӏусман; род. 31 августа 1986, Назрань, Чечено-Ингушская АССР) — российский ингушский государственный деятель, глава Магаса (2020—2023).

## Биография
Родился 31 августа 1986 года в Назрани. Отец — религиозный деятель Башир-Хаджи Аушев. Окончил Горский кадетский корпус в ингушском селе Сурхахи по специальности «юрист».
С 2006 года работал в различных ведомственных структурах Ингушетии и за её пределами. Занимал пост президента Ассоциации благотворительных фондов Ингушетии, являлся главой благотворительного фонда «Рохьма-Инг» и председателем Совета отцов при аппарате уполномоченного при главе Ингушетии по правам ребенка.
В июне 2020 года Городским советом депутатов Магаса назначен исполняющим обязанности главы Магаса, а в феврале 2021 года утверждён в этой должности. В феврале 2023 года сложил полномочия по собственному желанию.
В мае 2024 года МВД России объявило Аушева в федеральный розыск по обвинению в превышении полномочий (ст. 286 УК РФ) и мошенничестве (ст. 159 УК РФ). Утверждается, что в 2023 году Аушев выступал заказчиком работ по ремонту и замене наружных сетей электроснабжения и согласовал договор подряда по заранее завышенной смете. 3 сентября он был задержан в Грозном, 5 сентября арестован.